# Saison 2014-2015 des Girondins de Bordeaux
Maillots
Chronologie
Saison précédente Saison suivante
La saison 2014-2015 des Girondins de Bordeaux est la soixante-deuxième saison du club en première division du championnat de France, la vingt-troisième consécutive du club au sommet de la hiérarchie du football français.
Lors de cette saison, le club disputera uniquement les compétitions nationales (Ligue 1, Coupe de France et Coupe de la Ligue). Le club inaugurera cette saison le nouveau stade de Bordeaux, lors de la dernière journée de championnat contre Montpellier.

## Avant-saison

### Tableau des transferts
| Nom              | Nationalité        | Poste     | Transfert                             | Provenance/Destination  | Division                          |
| ---------------- | ------------------ | --------- | ------------------------------------- | ----------------------- | --------------------------------- |
| Arrivées         |                    |           |                                       |                         |                                   |
| Jaroslav Plašil  | République tchèque | Milieu    | Retour de prêt                        | Calcio Catane           | Serie A                           |
| Vujadin Savić    | Serbie             | Défenseur | Retour de prêt                        | Dynamo Dresde           | 2. Bundesliga                     |
| Gaëtan Laborde   | France             | Attaquant | Retour de prêt                        | Red Star                | National                          |
| Hadi Sacko       | France             | Milieu    | Retour de prêt                        | Le Havre AC             | Ligue 2                           |
| Emiliano Sala    | Argentine          | Attaquant | Retour de prêt                        | Chamois niortais        | Ligue 2                           |
| Thomas Touré     | France             | Attaquant | Premier contrat professionnel (1 an)  | Girondins de Bordeaux B | CFA                               |
| Valentin Vada    | France             | Milieu    | Premier contrat professionnel (3 ans) | Girondins de Bordeaux B | CFA                               |
| Théo Pellenard   | France             | Défenseur | Premier contrat professionnel (3 ans) | Girondins de Bordeaux B | CFA                               |
| Clément Badin    | France             | Milieu    | Premier contrat professionnel (1 an)  | Girondins de Bordeaux B | CFA                               |
| Wahbi Khazri     | Tunisie            | Milieu    | Transfert (2M d'€)                    | SC Bastia               | Ligue 1                           |
| Nicolas Pallois  | France             | Défenseur | Transfert (0,5M d'€)                  | Chamois niortais        | Ligue 2                           |
| Diego Contento   | Allemagne          | Défenseur | Transfert (1M d'€)                    | Bayern Munich           | Bundesliga                        |
| Tiago Ilori      | Portugal           | Défenseur | Prêt                                  | Liverpool FC            | Barclays Premier League           |
| Départs          |                    |           |                                       |                         |                                   |
| Rodrigo Castro   | Argentine          | Milieu    | Prêt                                  | Red Star                | National                          |
| David Bellion    | France             | Attaquant | Fin de contrat                        | Red Star                | National                          |
| Gaëtan Laborde   | France             | Attaquant | Prêt                                  | Stade brestois          | Ligue 2                           |
| Carlos Henrique  | Brésil             | Défenseur | Résiliation de contrat                | Fluminense              | Championnat du Brésil de football |
| Vujadin Savić    | Serbie             | Défenseur | Résiliation de contrat                | Watford                 | Championship                      |
| Landry N'Guemo   | Cameroun           | Milieu    | Fin de contrat                        | AS Saint-Étienne        | Ligue 1                           |
| Guillaume Hoarau | France             | Attaquant | Fin de contrat                        | Young Boys Berne        | Championnat de Suisse de football |
| Jérémie Bréchet  | France             | Défenseur | Fin de contrat                        | GFC Ajaccio             | Ligue 2                           |
| Mathieu Chalmé   | France             | Défenseur | Fin de contrat                        | US Lège Cap Ferret      | CFA 2                             |
| Kevin Olimpa     | France             | Gardien   | Fin de contrat                        | Platanias FC            | Championnat de Grèce de football  |

| Nom                | Nationalité | Poste     | Transfert            | Provenance/Destination | Division                         |
| ------------------ | ----------- | --------- | -------------------- | ---------------------- | -------------------------------- |
| Arrivées           |             |           |                      |                        |                                  |
| Isaac Kiese Thelin | Suède       | Attaquant | Transfert (3,5M d'€) | Malmö FF               | Championnat de Suède de football |
| Clément Chantôme   | France      | Milieu    | Transfert (0,7M d'€) | Paris SG               | Ligue 1                          |
| Départs            |             |           |                      |                        |                                  |
| Emiliano Sala      | Argentine   | Attaquant | Prêt                 | Stade Malherbe de Caen | Ligue 1                          |
| Clément Badin      | France      | Milieu    | Prêt                 | Real Avilés            | Segunda División B               |

### Matches amicaux
Les Girondins reprennent le chemin de l'entraînement le lundi 30 juin 2014. Ils effectueront un stage de préparation du 12 juillet au 18 juillet à Divonne-les-Bains puis un second stage du 30 juillet au 2 août à Avellino en Italie . 

## Effectif

### Effectif professionnel actuel
Le tableau suivant liste l'effectif professionnel des Girondins pour la saison 2014-2015.

## Compétitions

### Championnat
La Ligue 1 2014-2015 est la soixante-dix-septième édition du championnat de France de football et la treizième sous l'appellation « Ligue 1 ». La division oppose vingt clubs en une série de trente-huit rencontres. Les meilleurs de ce championnat se qualifient pour les coupes d'Europe que sont la Ligue des champions (le podium) et la Ligue Europa (le quatrième et les vainqueurs des coupes nationales). Les Girondins de Bordeaux participent à cette compétition pour la soixante-deuxième fois de son histoire.
| Date-heure                       | J. | Adversaire             | Lieu | Résultat (Mi-temps) | Buteurs pour le FCGB                                                       | Buteurs adverses                                                                        | Classement | Affluence | Diffuseur (Tous les matchs sont également diffusés sur Girondins TV) |
| Samedi 9 août 2014 21h00         | 1  | Montpellier HSC        | Ext. | 0 - 1 · (0 - 1)     | Cheick Diabaté 17e                                                         | -                                                                                       | 7e         | 15 190    | BeIN Sports Canal+                                                   |
| Dimanche 17 août 2014 21h00      | 2  | AS Monaco              | Dom. | 4 - 1 · (0 - 1)     | Diego Rolán 48e 65e · Emiliano Sala 61e (pen.) · Wahbi Khazri 74e (pen.)   | Dimitar Berbatov 45e                                                                    | 1er        | 28 285    | Canal+                                                               |
| Samedi 23 août 2014 20h00        | 3  | OGC Nice               | Ext. | 1 - 3 · (1 - 1)     | Cheick Diabaté 33e (pen.) · Nicolas Maurice-Belay 47e · Grégory Sertic 55e | Alexy Bosetti 11e                                                                       | 1er        | 22 712    | BeIN Sports                                                          |
| Dimanche 31 août 2014 14h00      | 4  | SC Bastia              | Dom. | 1 - 1 · (0 - 1)     | Diego Rolán 70e                                                            | Gadji Tallo 18e                                                                         | 1er        | 21 917    | BeIN Sports                                                          |
| Dimanche 14 septembre 2014 17h00 | 5  | EA Guingamp            | Ext. | 2 - 1 · (2 - 0)     | Cheick Diabaté 83e                                                         | Mustapha Diallo 26e · Christophe Mandanne 34e (pen.)                                    | 3e         | 12 912    | BeIN Sports                                                          |
| Vendredi 19 septembre 2014 20h30 | 6  | Évian Thonon Gaillard  | Dom. | 2 - 1 · (1 - 0)     | Diego Rolán 19e · Wahbi Khazri 56e                                         | Yeltsin Tejeda 86e                                                                      | 2e         | 15 103    | BeIN Sports                                                          |
| Jeudi 25 septembre 2014 21h00    | 7  | AS Saint-Étienne       | Ext. | 1 - 1 · (1 - 1)     | Tiago Ilori 39e                                                            | Ricky van Wolfswinkel 31e                                                               | 2e         | 25 510    | Canal+                                                               |
| Dimanche 28 septembre 2014 14h00 | 8  | Stade rennais          | Dom. | 2 - 1 · (0 - 0)     | Wahbi Khazri 73e · Thomas Touré 90+3e                                      | Habib Habibou 80e                                                                       | 2e         | 18 668    | BeIN Sports                                                          |
| Vendredi 3 octobre 2014 20h30    | 9  | Stade de Reims         | Ext. | 1 - 0 · (1 - 0)     | -                                                                          | Julien Faubert 32e (csc)                                                                | 2e         | 14 546    | BeIN Sports                                                          |
| Dimanche 19 octobre 2014 17h00   | 10 | SM Caen                | Dom. | 1 - 1 · (1 - 0)     | Cheick Diabaté 22e (pen.)                                                  | Hervé Bazile 77e                                                                        | 3e         | 19 798    | BeIN Sports                                                          |
| Samedi 25 octobre 2014 17h00     | 11 | Paris Saint-Germain    | Ext. | 3 - 0 · (1 - 0)     | -                                                                          | Lucas 45+3e (pen.) 50e (pen.) · Ezequiel Lavezzi 81e                                    | 6e         | 46 077    | Canal+                                                               |
| Dimanche 2 novembre 2014 17h00   | 12 | Toulouse FC            | Dom. | 2 - 1 · (0 - 0)     | Marc Planus 53e · Diego Rolán 63e                                          | Aleksandar Pešić 68e                                                                    | 4e         | 16 618    | BeIN Sports                                                          |
| Samedi 8 novembre 2014 17h00     | 13 | RC Lens                | Ext. | 1 - 2 · (0 - 2)     | Wahbi Khazri 24e · Cheick Diabaté 41e                                      | Yoann Touzghar 74e (pen.)                                                               | 4e         | 11 037    | Canal+                                                               |
| Dimanche 23 novembre 2014 21h00  | 14 | Olympique de Marseille | Ext. | 3 - 1 · (0 - 0)     | Thomas Touré 55e                                                           | Mario Lemina 60e · André-Pierre Gignac 85e · Michy Batshuayi 90e                        | 5e         | 54 323    | Canal+                                                               |
| Dimanche 30 novembre 2014 14h00  | 15 | LOSC Lille             | Dom. | 1 - 0 · (0 - 0)     | Cheick Diabaté 62e                                                         | -                                                                                       | 4e         | 19 638    | BeIN Sports                                                          |
| Mercredi 3 décembre 2014 19h00   | 16 | FC Metz                | Ext. | 0 - 0               | -                                                                          | -                                                                                       | 6e         | 17 866    | BeIN Sports                                                          |
| Samedi 6 décembre 2014 20h00     | 17 | FC Lorient             | Dom. | 3 - 2 · (1-1)       | Wahbi Khazri 43e · Cheick Diabaté 64e 66e                                  | Benjamin Jeannot 31e · Vincent Le Goff 50e                                              | 5e         | 15 724    | BeIN Sports                                                          |
| Samedi 13 décembre 2014 17h00    | 18 | FC Nantes              | Ext. | 2 - 1 · (1-1)       | Kian Hansen 28e (csc)                                                      | Jordan Veretout 23e · Ažbe Jug 66e (csc)                                                | 5e         | 23 751    | Canal+                                                               |
| Dimanche 21 décembre 2014 21h00  | 19 | Olympique lyonnais     | Dom. | 0 - 5 · (0-1)       | -                                                                          | Alexandre Lacazette 39e 90e · Corentin Tolisso 56e · Nabil Fekir 81e · Jordan Ferri 85e | 6e         | 31 873    | Canal+                                                               |
| Dimanche 11 janvier 2015 21h00   | 20 | AS Monaco              | Ext. | 0 - 0               | -                                                                          | -                                                                                       | 6e         | 5 579     | Canal+                                                               |
| Vendredi 16 janvier 2015 20h30   | 21 | OGC Nice               | Dom. | 1 - 2 · (1-0)       | Diego Rolán 33e (pen.)                                                     | Jordan Amavi 66e · Alassane Pléa 90e                                                    | 7e         | 13 953    | BeIN Sports                                                          |
| Samedi 24 janvier 2015 20h00     | 22 | SC Bastia              | Ext. | 0 - 0               | -                                                                          | -                                                                                       | 7e         | 11 571    | BeIN Sports                                                          |
| Dimanche 1er février 2015 17h00  | 23 | EA Guingamp            | Dom. | 1 - 1 · (0-1)       | Maxime Poundjé 55e                                                         | Claudio Beauvue 28e                                                                     | 7e         | 16 104    | BeIN Sports                                                          |
| Samedi 7 février 2015 20h00      | 24 | Évian Thonon Gaillard  | Ext. | 0 - 1 · (0-1)       | Wahbi Khazri 11e                                                           | -                                                                                       | 6e         | 10 033    | BeIN Sports                                                          |
| Dimanche 15 février 2015 14h00   | 25 | AS Saint-Étienne       | Dom. | 1 - 0 · (1-0)       | Diego Rolán 42e                                                            | -                                                                                       | 6e         | 27 661    | BeIN Sports                                                          |
| Samedi 21 février 2015 20h00     | 26 | Stade rennais          | Ext. | 1 - 1 · (1-0)       | Wahbi Khazri 77e (pen.)                                                    | Paul-Georges Ntep 11e                                                                   | 6e         | 16 833    | BeIN Sports                                                          |
| Samedi 28 février 2015 20h00     | 27 | Stade de Reims         | Dom. | 1 - 1 · (1-1)       | Isaac Kiese Thelin 18e                                                     | Gaëtan Charbonnier 32e                                                                  | 7e         | 19 212    | BeIN Sports                                                          |
| Samedi 7 mars 2015 20h00         | 28 | SM Caen                | Ext. | 1 - 2 · (0-0)       | Diego Rolán 69e 90+5e (pen.)                                               | Sloan Privat 72e                                                                        | 6e         | 20 067    | BeIN Sports                                                          |
| Dimanche 15 mars 2015 17h00      | 29 | Paris Saint-Germain    | Dom. | 3 - 2 · (1-0)       | Lamine Sané 17e · Wahbi Khazri 70e · Diego Rolán 89e                       | Zlatan Ibrahimović 50e 85e (pen.)                                                       | 6e         | 32 236    | Canal+ BeIN Sports                                                   |
| Samedi 21 mars 2015 20h00        | 30 | Toulouse FC            | Ext. | 2 - 1 · (1-1)       | Diego Rolán 28e                                                            | Wissam Ben Yedder 18e · Jean-Armel Kana-Biyik 61e                                       | 6e         | 15 288    | BeIN Sports                                                          |
| Dimanche 5 avril 2015 14h00      | 31 | RC Lens                | Dom. | 2 - 1 · (0-0)       | Mariano 80e · Nicolas Maurice-Belay 90+3e                                  | Pablo Chavarria 86e                                                                     | 6e         | 22 407    | BeIN Sports                                                          |
| Dimanche 12 avril 2015 21h00     | 32 | Olympique de Marseille | Dom. | 1 - 0 · (0-0)       | Cédric Yambéré 61e                                                         | -                                                                                       | 6e         | 32 408    | Canal+                                                               |
| Dimanche 19 avril 2015 14h00     | 33 | LOSC Lille             | Ext. | 2 - 0 · (1-0)       | -                                                                          | Nolan Roux 13e · Adama Traoré 90+4e                                                     | 6e         | 37 605    | BeIN Sports                                                          |
| Samedi 25 avril 2015 20h00       | 34 | FC Metz                | Dom. | 1 - 1 · (0-1)       | Wahbi Khazri 83e                                                           | Ferjani Sassi 24e                                                                       | 6e         | 22 708    | BeIN Sports                                                          |
| Samedi 2 mai 2015 20h00          | 35 | FC Lorient             | Ext. | 0 - 0               | -                                                                          | -                                                                                       | 6e         | 17 192    | BeIN Sports                                                          |
| Samedi 9 mai 2015 20h00          | 36 | FC Nantes              | Dom. | 2 - 1 · (1-1)       | Diego Rolán 20e (pen.) 69e                                                 | Jordan Veretout 15e (pen.)                                                              | 6e         | 31 495    | BeIN Sports                                                          |
| Samedi 16 mai 2015 21h00         | 37 | Olympique lyonnais     | Ext. | 1 - 1 · (1-1)       | Enzo Crivelli 3e                                                           | Nabil Fekir 9e                                                                          | 6e         | 39 961    | Canal+                                                               |
| Samedi 23 mai 2015 21h00         | 38 | Montpellier HSC        | Dom. | 2 - 1 · (2-0)       | Diego Rolán 9e 39e                                                         | Djamel Bakar 64e                                                                        | 6e         | 40 275    | BeIN Sports                                                          |

#### Classement et statistiques
Extrait du classement de Ligue 1 2014-2015
| Rang | Équipe                         | Pts | J  | G  | N  | P  | Bp | Bc | Diff |
| --- | ------------------------------ | --- | -- | -- | -- | -- | -- | -- | ---- |
| 1 | Paris Saint-Germain FC T S L C | 83  | 38 | 24 | 11 | 3  | 83 | 36 | +47  |
| 2 | Olympique lyonnais             | 75  | 38 | 22 | 9  | 7  | 72 | 33 | +39  |
| 3 | AS Monaco FC                   | 71  | 38 | 20 | 11 | 7  | 51 | 26 | +25  |
| 4 | Olympique de Marseille         | 69  | 38 | 21 | 6  | 11 | 76 | 42 | +34  |
| 5 | AS Saint-Étienne               | 69  | 38 | 19 | 12 | 7  | 51 | 30 | +21  |
| 6 | FC Girondins de Bordeaux       | 63  | 38 | 17 | 12 | 9  | 47 | 44 | +3   |
| 7 | Montpellier HSC                | 56  | 38 | 16 | 8  | 14 | 46 | 39 | +7   |
| - Phase de groupes de la Ligue des champions 2015-2016 - Barrages de la Ligue des champions 2015-2016 - Phase de groupes de la Ligue Europa 2015-2016 - Barrages de la Ligue Europa 2015-2016 - 3e tour de la Ligue Europa 2015-2016 |                                |     |    |    |    |    |    |    |      |

#### Résultats par journée
| Journée   | 01 | 02 | 03 | 04 | 05 | 06 | 07 | 08 | 09 | 10 | 11 | 12 | 13 | 14 | 15 | 16 | 17 | 18 | 19 | 20 | 21 | 22 | 23 | 24 | 25 | 26 | 27 | 28 | 29 | 30 | 31 | 32 | 33 | 34 | 35 | 36 | 37 | 38 |
| --------- | -- | -- | -- | -- | -- | -- | -- | -- | -- | -- | -- | -- | -- | -- | -- | -- | -- | -- | -- | -- | -- | -- | -- | -- | -- | -- | -- | -- | -- | -- | -- | -- | -- | -- | -- | -- | -- | -- |
| Terrain   | E  | D  | E  | D  | E  | D  | E  | D  | E  | D  | E  | D  | E  | E  | D  | E  | D  | E  | D  | E  | D  | E  | D  | E  | D  | E  | D  | E  | D  | E  | D  | D  | E  | D  | E  | D  | E  | D  |
| Résultats | V  | V  | V  | N  | D  | V  | N  | V  | D  | N  | D  | V  | V  | D  | V  | N  | V  | D  | D  | N  | D  | N  | N  | V  | V  | N  | N  | V  | V  | D  | V  | V  | D  | N  | N  | V  | N  | V  |
| Points    | 3  | 6  | 9  | 10 | 10 | 13 | 14 | 17 | 17 | 18 | 18 | 21 | 24 | 24 | 27 | 28 | 31 | 31 | 31 | 32 | 32 | 33 | 34 | 37 | 40 | 41 | 42 | 45 | 48 | 48 | 51 | 54 | 54 | 55 | 56 | 59 | 60 | 63 |
| Place     | 7e | 1e | 1e | 1e | 3e | 2e | 2e | 2e | 2e | 3e | 6e | 4e | 4e | 5e | 4e | 6e | 5e | 5e | 6e | 6e | 7e | 7e | 7e | 6e | 6e | 6e | 7e | 6e | 6e | 6e | 6e | 6e | 6e | 6e | 6e | 6e | 6e | 6e |

Source : lfp.fr (Ligue de football professionnel)
Terrain : D = Domicile ; E = Extérieur. Résultat : D = Défaite ; N = Nul ; V = Victoire.

### Coupe de France
La Coupe de France 2014-2015 est la 98e édition de la coupe de France, une compétition à élimination directe mettant aux prises tous les clubs de football amateurs et professionnels à travers la France métropolitaine et les DOM-TOM. Elle est organisée par la FFF et ses ligues régionales.
| Date                           | Tour                      | Adversaire          | Lieu | Résultat | Buteurs pour le FCGB                       | Buteurs adverses                        | Affluence | Diffuseur             |
| Dimanche 4 janvier 2015 14h15  | Trente-deuxième de finale | Toulouse FC         | Dom. | 2 - 1    | 10e (pen.) Thomas Touré · 71e Abdou Traoré | 84e (pen.) Wissam Ben Yedder            | 7 701     | Girondins TV          |
| Mercredi 21 janvier 2015 21h00 | Seizième de finale        | Paris Saint-Germain | Ext. | 2 - 1    | 46e Diego Rolán                            | 14e Edinson Cavani · 33e Javier Pastore | -         | France 3 Girondins TV |

### Coupe de la Ligue
La Coupe de la Ligue 2014-2015 est la 21e édition de la Coupe de la Ligue, compétition à élimination directe organisée par la Ligue de football professionnel (LFP) depuis 1994, qui rassemble uniquement les clubs professionnels de Ligue 1, Ligue 2 et National. Depuis 2009, la LFP a instauré un nouveau format de coupe plus avantageux pour les équipes qualifiées pour une coupe d'Europe.
| Date                            | Tour               | Adversaire  | Lieu | Résultat          | Buteurs pour le FCGB                                          | Buteurs adverses           | Affluence | Diffuseur                                      |
| Mardi 28 octobre 2014 21h00     | Seizième de finale | Toulouse FC | Ext. | 1 - 3             | Nicolas Pallois 17e · Diego Contento 24e · Cheick Diabaté 68e | Jean-Daniel Akpa-Akpro 84e | 11 331    | France 4                                       |
| Mercredi 17 décembre 2014 21h00 | Huitième de finale | Lille OSC   | Ext. | 1 - 1 · pen (6-5) | Mariano 17e                                                   | Frey 30e                   | 10 035    | France 3 Aquitaine France 3 Nord-Pas-de-Calais |

## Statistiques

### Statistiques collectives
| Compétition       | Débute au tour | Termine        | Matches joués | Gagnés | Nuls | Perdus | Buts pour | Buts contre | Différence |
| ----------------- | -------------- | -------------- | ------------- | ------ | ---- | ------ | --------- | ----------- | ---------- |
| Ligue 1           | -              | 6e             | 38            | 17     | 12   | 9      | 47        | 44          | +3         |
| Coupe de France   | 1/32 de finale | 1/16 de finale | 2             | 1      | 0    | 1      | 3         | 3           | 0          |
| Coupe de la Ligue | 1/16 de finale | 1/8 de finale  | 2             | 1      | 1    | 0      | 4         | 2           | +2         |
| Total             | -              | -              | 42            | 19     | 13   | 10     | 54        | 49          | +5         |

#### Statistiques buteurs
| Place | Nom                   | Championnat de L1 | Coupe de France | Coupe de la Ligue | TOTAL des BUTS |
| 1     | Diego Rolán           | 15 buts           | 1 but           | -                 | 16             |
| 2     | Wahbi Khazri          | 9 buts            | -               | -                 | 9              |
| 2     | Cheick Diabaté        | 8 buts            | -               | 1 but             | 9              |
| 4     | Thomas Touré          | 2 buts            | 1 but           | -                 | 3              |
| 5     | Nicolas Maurice-Belay | 2 buts            | -               | -                 | 2              |
| 5     | Mariano               | 1 but             | -               | 1 but             | 2              |
| 7     | Emiliano Sala         | 1 but             | -               | -                 | 1              |
| 7     | Isaac Kiese Thelin    | 1 but             | -               | -                 | 1              |
| 7     | Grégory Sertic        | 1 but             | -               | -                 | 1              |
| 7     | Tiago Ilori           | 1 but             | -               | -                 | 1              |
| 7     | Marc Planus           | 1 but             | -               | -                 | 1              |
| 7     | Maxime Poundjé        | 1 but             | -               | -                 | 1              |
| 7     | Lamine Sané           | 1 but             | -               | -                 | 1              |
| 7     | Cédric Yambéré        | 1 but             | -               | -                 | 1              |
| 7     | Enzo Crivelli         | 1 but             | -               | -                 | 1              |
| 7     | Nicolas Pallois       | -                 | -               | 1 but             | 1              |
| 7     | Diego Contento        | -                 | -               | 1 but             | 1              |
| 7     | Abdou Traoré          | -                 | 1 but           | -                 | 1              |
| #     | contre son camp       | 1 but             | -               | -                 | 1              |
| Total | 18 buteurs            | 47 buts           | 3 buts          | 4 buts            | 54 buts        |

Date de mise à jour : le 23 mai 2015.

#### Statistiques passeurs
| Place | Nom                   | Championnat de L1   | Coupe de France  | Coupe de la Ligue  | TOTAL des PASSES    |
| 1     | Thomas Touré          | 4 passes            | -                | 1 passe            | 5                   |
| 1     | Wahbi Khazri          | 4 passes            | -                | 1 passe            | 5                   |
| 2     | Nicolas Maurice-Belay | 4 passes            | -                | -                  | 4                   |
| 2     | Jaroslav Plašil       | 3 passes            | 1 passe          | -                  | 4                   |
| 2     | Mariano               | 3 passes            | -                | 1 passe            | 4                   |
| 3     | Isaac Kiese Thelin    | 3 passes            | -                | -                  | 3                   |
| 4     | Cheick Diabaté        | 2 passes            | -                | -                  | 2                   |
| 4     | Clément Chantôme      | 2 passes            | -                | -                  | 2                   |
| 5     | Maxime Poundjé        | 1 passe             | -                | -                  | 1                   |
| 5     | Diego Contento        | 1 passe             | -                | -                  | 1                   |
| 5     | Lamine Sané           | 1 passe             | -                | -                  | 1                   |
| 5     | Diego Rolán           | 1 passe             | -                | -                  | 1                   |
| 5     | Enzo Crivelli         | 1 passe             | -                | -                  | 1                   |
| Total | 13 passeurs           | 29 passes décisives | 1 passe décisive | 3 passes décisives | 33 passes décisives |

Date de mise à jour : le 23 mai 2015.

#### Joueur du mois
Chaque mois, les internautes élisent le meilleur joueur du mois des Girondins sur le paddock officiel du club.
| Mois      | Joueur                         |
| --------- | ------------------------------ |
| Août      | Grégory Sertic                 |
| Septembre | Wahbi Khazri                   |
| Octobre   | Nicolas Pallois                |
| Novembre  | Cédric Carrasso & Wahbi Khazri |
| Décembre  | Nicolas Pallois                |
| Janvier   | Nicolas Pallois                |
| Février   | Wahbi Khazri                   |
| Mars      | Cédric Carrasso                |
| Avril     | Wahbi Khazri                   |
| Mai       | Diego Rolán                    |

## Joueurs en sélection nationale

### Sélections étrangères
| Nom                | Éliminatoires Euro 2016 | Éliminatoires Euro 2016 | Éliminatoires Euro 2016 | Éliminatoires Euro 2016 | Éliminatoires CAN 2015 | Éliminatoires CAN 2015 | Éliminatoires CAN 2015 | Éliminatoires CAN 2015 | CAN 2015 | CAN 2015    | CAN 2015 | CAN 2015     | Matchs amicaux | Matchs amicaux | Matchs amicaux | Matchs amicaux | Total | Total       | Total  | Total        |
| Nom                | MJ                      | But inscrit             | Averti                  | Carton rouge            | MJ                     | But inscrit            | Averti                 | Carton rouge           | MJ       | But inscrit | Averti   | Carton rouge | MJ             | But inscrit    | Averti         | Carton rouge   | MJ    | But inscrit | Averti | Carton rouge |
| ------------------ | ----------------------- | ----------------------- | ----------------------- | ----------------------- | ---------------------- | ---------------------- | ---------------------- | ---------------------- | -------- | ----------- | -------- | ------------ | -------------- | -------------- | -------------- | -------------- | ----- | ----------- | ------ | ------------ |
| Cheick Diabaté     | -                       | -                       | -                       | -                       | 2                      | 0                      | 0                      | 0                      | -        | -           | -        | -            | 0              | 0              | 0              | 0              | 2     | 0           | 0      | 0            |
| Abdou Traoré       | -                       | -                       | -                       | -                       | 0                      | 0                      | 0                      | 0                      | 1        | 0           | 0        | 0            | 0              | 0              | 0              | 0              | 1     | 0           | 0      | 0            |
| Wahbi Khazri       | -                       | -                       | -                       | -                       | 1                      | 0                      | 0                      | 0                      | 3        | 0           | 0        | 0            | 1              | 1              | 0              | 0              | 4     | 1           | 0      | 0            |
| Henri Saivet       | -                       | -                       | -                       | -                       | 0                      | 0                      | 0                      | 0                      | 2        | 0           | 0        | 0            | 1              | 0              | 0              | 0              | 3     | 0           | 0      | 0            |
| Lamine Sané        | -                       | -                       | -                       | -                       | 0                      | 0                      | 0                      | 0                      | 3        | 0           | 0        | 0            | 2              | 0              | 0              | 0              | 5     | 0           | 0      | 0            |
| André Biyogo Poko  | -                       | -                       | -                       | -                       | 0                      | 0                      | 0                      | 0                      | 3        | 0           | 0        | 0            | 1              | 0              | 0              | 0              | 4     | 0           | 0      | 0            |
| Diego Rolán        | -                       | -                       | -                       | -                       | -                      | -                      | -                      | -                      | -        | -           | -        | -            | 6              | 1              | 0              | 0              | 6     | 1           | 0      | 0            |
| Jaroslav Plašil    | 2                       | 0                       | 0                       | 0                       | -                      | -                      | -                      | -                      | -        | -           | -        | -            | 0              | 0              | 0              | 0              | 2     | 0           | 0      | 0            |
| Isaac Kiese Thelin | 1                       | 0                       | 0                       | 0                       | -                      | -                      | -                      | -                      | -        | -           | -        | -            | 0              | 0              | 0              | 0              | 1     | 0           | 0      | 0            |

## Affluence
Affluence des Girondins de Bordeaux à domicile cette saison
Affluence moyenne en Ligue 1 : 23 463 

Affluence moyenne en Coupe de France : 7 701 

Moyenne d'affluence au stade toutes compétitions confondues : 22 675

## Équipementier et sponsors
Les Girondins de Bordeaux ont pour équipementier Puma.
Parmi les sponsors des Girondins figurent la marque sud-coréenne KIA, YEZZ, marque Américaine de téléphonie mobile et Pichet Immobilier.